# Amyris oblanceolata
Amyris oblanceolata là một loài thực vật có hoa trong họ Cửu lý hương. Loài này được A.Pool mô tả khoa học đầu tiên năm 1998.